# 紀種子
紀 種子（き の たねこ/しゅし、生年不詳 - 貞観11年（869年））は、平安時代初期の女官。刑部卿・紀名虎の娘で、仁明天皇の更衣。眞子内親王・常康親王の生母。
承和6年（839年）正月8日、無位から正五位下に叙せられる。入内の時期はこの頃ともいわれるが、名虎の身分では入内と同時に叙位を受けるとは限らない。後に正五位上に進み、貞観4年（862年）平城京中の勅旨田三十町を与えられた。貞観11年（869年）卒去。